# Agrupació de Balls Populars de Vilanova i la Geltrú
L'Agrupació de Balls Populars de Vilanova i la Geltrú és una entitat fundada el 1979 amb la missió de recuperar, conservar i difondre els balls populars i entremesos de Vilanova i la Geltrú, així com promoure la cultura popular de la comarca del Garraf i de Catalunya.

## Història
L'entitat va néixer com a resultat de l'unificació dels pocs balls tradicionals que encara es mantenien a la ciutat l'any 1979: el Ball de Diables, el Ball de Bastons, els Falcons de Vilanova i el Drac de la Geltrú. Durant la dècada de 1980, l'entitat va recuperar diversos balls històrics, com Ball de Pastorets i Ball de Gitanes (1980), Ball de Diables Petits (1981), Ball de Cercolets i Serrallonga (1982), Ball de Panderos (1984) i Ball de Cintes (1986).
Als anys noranta es van integrar noves figures del seguici festiu com les Mulasses i els Nans. L'any 2000 es va recuperar el Ball de Valencians, modelat sobre tradicions documentades i apadrinat per entitats com la Colla Vella dels Xiquets de Valls, i es va reintroduir el Ball de Malcasats durant el Carnaval.

## Activitats
L'Agrupació coordina anualment la participació de diversos balls i entremesos en esdeveniments festius com:
- la Festa Major de les Neus (5 d'agost), amb cercaviles i exhibicions —inclosos el Ball de Bastons, Ball de Gitanes, Diables, Malcasats, Panderos, Valencians, Milana, Nans, Cintes o Serrallonga.[6]
- el Carnaval de Vilanova i la Geltrú, del qual forma part de la Federació d'Associacions pel Carnaval des del 1987, organitzant el Ball de Malcasats, Comparses, Dijous Gras i actes complementaris.[7]

A més de la temporada d'estiu, l'entitat organitza activitats adreçades a socis i ciutadania: tallers, trobades de colles, jornades culinàries (Xatonada), cercaviles com la de Sant Antoni Abat, tècniques populars i actes culturals col·laboratius.

## Balls i entremesos[calcitació]
L'Agrupació de Balls Populars de Vilanova i la Geltrú gestiona un extens repertori d'elements festius del seguici popular local. Aquest conjunt de balls i entremesos combina balls i entremesos centenaris amb d'altres de recuperació més recent.
El primer ball que es va recuperar en l'àmbit de l'Agrupació va ser el Ball de Bastons, tant la colla gran, hereva de la colla vella, com la incorporació de la colla de dones. Aquesta va ser la primera bastonera formada íntegrament per dones a Catalunya. A continuació, el Ball de Diables —amb una presència documentada a Vilanova des del 1710— va ser reactivat com a ball infantil l'any 1981, tot i que la seva tradició ja s'havia reprès anteriorment, el 1947, per un grup del Foment Vilanoví. Aquell mateix any 1981 es van recuperar també altres balls històrics com el Ball de Gitanes i el Ball de Pastorets, amb una llarga tradició a la vila.
El Ball de Cercolets i el Ball d'en Serrallonga es van recuperar el 1982, aportant una coreografia elaborada i una dramatització popular al seguici. El Ball de Valencians, considerat l'antecedent dels castells, va ser incorporat per l'Agrupació l'any 2000, amb el suport d'altres colles del país. El mateix any es va recuperar el Ball de Malcasats, conegut pel seu caràcter satíric i humorístic, però en el cas de Vilanova i la Geltrú només actua per Carnaval.
La Mulassa, figura emblemàtica del bestiari vilanoví, va ser construïda el 1947, però no es va integrar oficialment dins l'Agrupació fins l'any 1992, juntament amb el Ball de Nans. Finalment, el Ball de la Milana, una de les incorporacions més recents, es va sumar al seguici l'any 2019, aportant una nova figura simbòlica a l'imaginari festiu de la ciutat.

## Seu i estructura
La seu social es troba al Carrer Major, 73 de Vilanova i la Geltrú. L'espai inclou sala d'assaig, magatzem de material i secretaria. L'entitat està gestionada per una junta escollida pels socis i es divideix en seccions per ball o entremès.

## Rellevància i espais públics
L'Agrupació impulsa un repertori tradicional que articula la vida festiva de la ciutat. Ha participat en trobades regionals i formacions a Catalunya i Europa. Notablement, el 2024 va celebrar el 40è aniversari del Ball de Panderos i el 75è de la recuperació del Ball de Nans.